# Lavigera nassa
Lavigera nassa es una especie de molusco gasterópodo de la familia Thiaridae en el orden de los Mesogastropoda.

## Distribución geográfica
Se encuentra en Burundi, República Democrática del Congo, Tanzania y Zambia.